# محافظة مانيسا
38°44′58″N 28°07′22″E / 38.74944°N 28.12278°E
محافظة مانيسا هي إحدى محافظات تركيا تقع في منطقة إيجة. عاصمتها مدينة مانيسا تبلغ مساحتها 13120 كم2 ويبلغ عدد سكانها 1260169 نسمة كما يبلغ معدل الكثافة السكانية 96/كم2 تقع في غرب تركيا.